# پاپانتلا، وراکروز
پاپانتلا (به اسپانیایی: Papantla) از شهرهای کشور مکزیک است که در ایالت وراکروز قرار دارد و جمعیت آن طبق سرشماری سال ۲۰۱۰ میلادی ۵۳٬۵۴۶ نفر بوده است.